# Aldo Leopold
Aldo Leopold, född 11 januari 1887 i Burlington i Iowa, USA, död 21 april 1948 i Baraboo i Wisconsin, var en amerikansk skogsvetare, ekolog, författare, filosof, miljöaktivist och en av djupekologins förgrundsgestalter.. Han var professor vid University of Wisconsin och är bäst känd för sin bok A Sand County Almanac (1949), som sålde i mer än två miljoner exemplar.

## Biografi
- Report on a Game Survey of the North Central States (Madison: SAAMI, 1931)
- Game Management (New York: Scribner's, 1933)
- A Sand County Almanac (New York: Oxford, 1949)
- Round River: From the Journals of Aldo Leopold (New York: Oxford, 1953)
- A Sand County Almanac and Other Writings on Ecology and Conservation (New York: Library of America, 2013)